# Cantón de Le Grand-Pressigny
El cantón de Le Grand-Pressigny era una división administrativa francesa, que estaba situada en el departamento de Indre y Loira y la región de Centro-Valle de Loira.

## Composición
El cantón estaba formado por nueve comunas:
- Barrou
- Betz-le-Château
- Ferrière-Larçon
- La Celle-Guenand
- La Guerche
- Le Grand-Pressigny
- Le Petit-Pressigny
- Paulmy
- Saint-Flovier

## Supresión del cantón de Le Grand-Pressigny
En aplicación del Decreto n.º 2014-179 de 18 de febrero de 2014, el cantón de Le Grand-Pressigny fue suprimido el 22 de marzo de 2015 y sus 9 comunas pasaron a formar parte del nuevo cantón de Descartes.